# کاکاوابرد
کاکاوابرد (ارمنی: Կաքավաբերդ) یا دژ گقی (ارمنی: Գեղի բերդ) دژی در استان آرارات، ارمنستان است که در خط الراس مشرف به تنگه رود آزات در منطقه دولتی حفاظت‌شده خسرو واقع شده است. این دژ در ارتفاع ۱٬۵۱۶ متر (۴٬۹۷۴ فوت) بالا از سطح دریا واقع شده است.
برای نخستین در سده‌های نهم و دهم میلادی هوهانس دراسخاناکتسی در کتاب خود تحت عنوان «تاریخ ارمنستان» از این دژ نام برده است.
برای آخرین بار نیز در سال ۱۲۲۴ میلادی از این دژ نام برده می‌شود هنگامی که ایوان زارکاریان پس از شکست در نبردی که در نزدیکی روستای گارنی اتفاق می‌افتد در آن دژ پناه می‌گیرد.
همچنین موراتسان در رمان تاریخی خویش تحت عنوان "Gevorg Marzpetuni" که در سده ۱۰ام میلادی اتفاق می‌افتد از این دژ نام برده است.

## نگارخانه

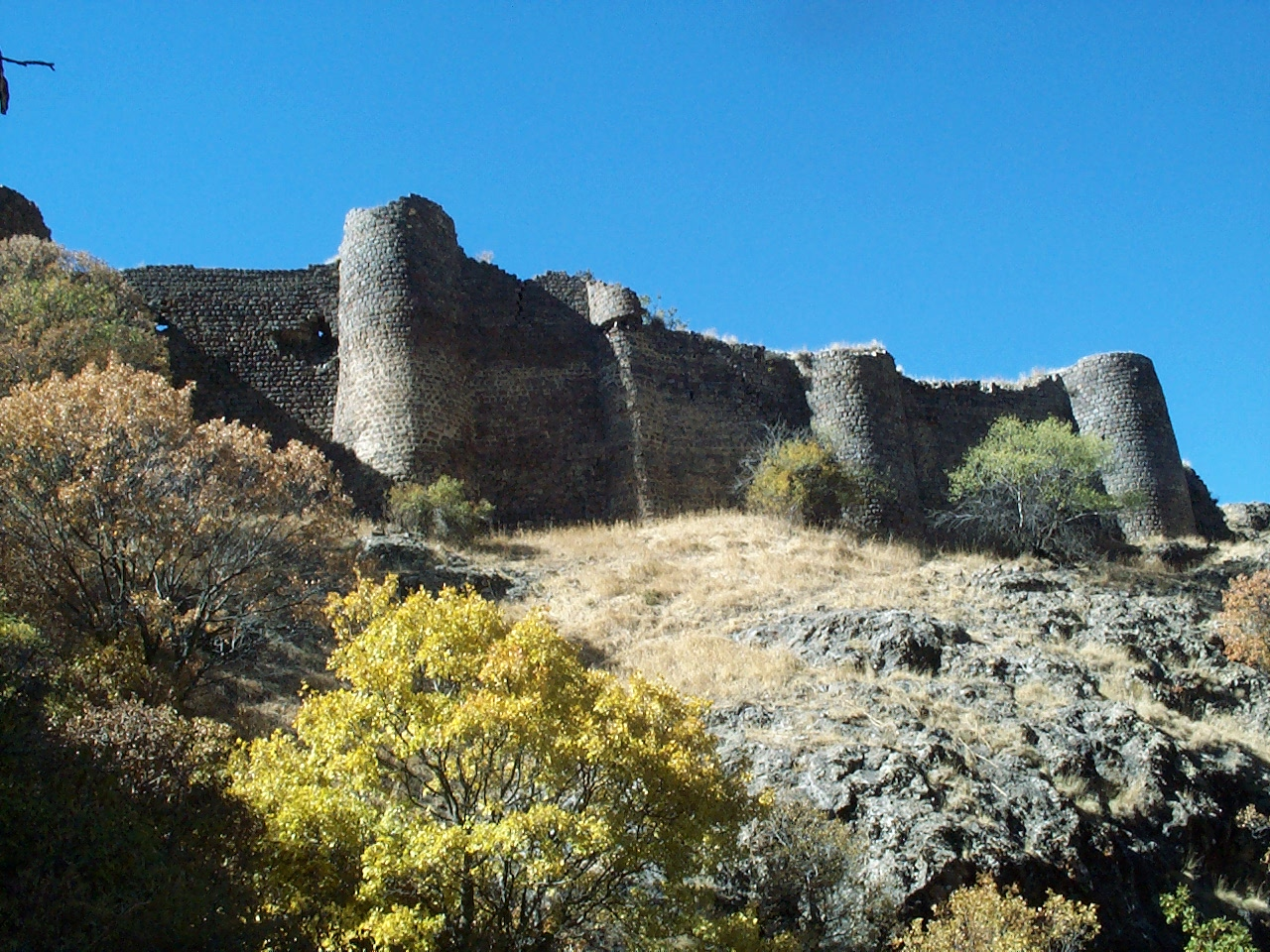